# Hyale chelonitis
Hyale chelonitis is een vlokreeftensoort uit de familie van de Hyalidae. De wetenschappelijke naam van de soort is voor het eerst geldig gepubliceerd in 1953 door Oliveira.